# Ratsmusik (Lübeck)
Die Ratsmusik der Freien und Hansestadt Lübeck war eine Gruppe von zunächst neun, später sieben Musikanten, die vom Rat der Stadt angestellt waren.
Die Musiker Lübecks waren im Mittelalter in der Marien-Bruderschaft der Spielleute organisiert, die ihre geistliche Heimat in der Katharinenkirche hatte. Aus dieser Zeit ist ihr doppelflügeliges Retabel vom spellude altar, der nach einem späteren Aufstellungsort so genannte Schlutuper Sippenaltar erhalten. Die Bruderschaft kann als verdeckte Zunft angesehen werden, die den Musikern einen anerkannten Platz im Ständewesen der Stadt bot.
Nach der Reformation waren Musiker und Spielleute in der Chor- und Kostenbrüderschaft organisiert, die bis 1815 existierte. Schon 1404 gab es eine (nicht erhaltene) Ordnung der Speel-Lude oder Raths-Musicanten. Entsprechend den Stadtpfeifern in anderen Städten, stellten sie die Musiker für das in zahlreichen Rechnungen erwähnte große Spiel aus zwei Zinken, Posaune und Dulzian  oder zwei Posaunen. Dazu kamen bei besonderen Gelegenheiten der Ratspfeifer und der Ratstrommler, die eigentlich der Militärmusik zuzurechnen sind und beide in den Türmen des Holstentors freie Wohnung hatten. Auch zwei Feldtrompeter waren fest beim Rat der Stadt angestellt. Zu diesen zählte von 1625 bis 1633 Gabriel Voigtländer.
In Hochzeitsordnungen von 1454 und 1467 wird erstmals eine eigene Gruppe von neun Musikern als Ratsmusikanten aktenkundig. Seit 1610 hießen sie Ratsinstrumentalisten. In der Regel bestand ihre Besetzung aus zwei Zinken, zwei Posaunen, zwei Lauten, einer Violine sowie Pfeifer und Trommler. Einer der Musiker hatte als Spielgreve die Aufsicht über die Spielleute in der Stadt und war für die Einhaltung der Ratsverordnungen verantwortlich, die die bei Hochzeiten und Feiern zulässigen Musiken regelten. Die Ratsmusiker trugen ein silbernes Abzeichen an ihrer Kleidung.
Für die gesamte Kapelle war im 17. Jahrhundert ein jährlicher Betrag von 600 Mark Lübsch angesetzt. Dies war vergleichsweise wenig; in Hamburg etwa erhielt Johann Schop als Direktor der Ratsmusik allein ein Gehalt von 800 Mark. Dennoch waren die Stellen sehr begehrt, denn neben dem wenn auch geringen ständigen Einkommen war mit der Anstellung die Zusage einer Beschäftigung bei zahlreichen Hochzeiten und anderen privaten Feiern gegen eigene Bezahlung verbunden. 1610 verringerte der Rat die Zahl der Musikanten auf acht und 1641 auf sieben, um ihnen ein besseres Auskommen zu ermöglichen. Gleichzeitig schuf man durch Expektanzen eine Gruppe von Nachwuchsmusikern mit der Aussicht auf eine feste Anstellung. Nach altem Brauch spielten die Ratsmusiker auch in den Kirchen und stellten das Orchester für die Abendmusiken. Dafür erhielten sie eine eigene Vergütung.
Die Blütezeit der Lübecker Ratsmusik war im Barock. In dieser Zeit machte sich Lübeck einen Namen als bedeutendes Zentrum des Spiels von Saiteninstrumenten. Zu den Ratsmusikern dieser Zeit, gehörten mehrere Mitglieder der Familie Baltzar, darunter Thomas Baltzar, Nicolaus Bleyer, Peter Bruhns, der Onkel und Lehrer von Nicolaus Bruhns und Nathanael Schnittelbach. Jeder der Ratsmusiker war auf verschiedenen Instrumenten versiert. Der Lautenist Johann Philipp Roth, Ratsmusiker seit 1669, beispielsweise spielte neben der französischen und der deutschen Laute Viola da Gamba, Violine, Pandor und andere Instrumente. Das ermöglichte, etwa bei Dietrich Buxtehude, verschiedene Instrumentalkombinationen innerhalb eines Werkes.
An der Wende zum 19. Jahrhundert kam es durch kulturelle (Aufklärung) und politische Umbrüche (Franzosenzeit) zum Ende der Ratsmusik. Waren um 1800 noch sechs Musiker und zwei Expektanten vorhanden, sank ihre Zahl bis 1814 auf vier. Die Abendmusiken endeten 1810. 1815 erfolgte eine Neuordnung, die die Ratsmusik und die Chor- und Kostenbrüderschaft aufhob und aus beiden eine auf 18 Mitglieder begrenzte Innung unter dem Namen privilegierte Musici der ersten Klasse bildete. Vor allem die ehemaligen Hautboisten bildeten die Gruppe der privilegierten Musici zweiter Klasse. Sie durften nur in Wirtshäusern und Krügen spielen. Nicht privilegierten Musikern blieb der Musikunterricht und Aushilfen. Diese Regelung hatte bis 1873 Bestand. Die noch lebenden Ratsmusiker behielten ihre Einkünfte und Privilegien; der letzte Ratsmusiker, Joachim Christoph Mandischer, zugleich Organist an St. Aegidien, starb erst 1860.
Als Tradition aus der Ratsmusik wurde 1826 der Brauch festgeschrieben, dass die Musiker 1. Klasse an außerordentlichen Festtagen den Gesang in der Marienkirche mit Pauken, Trompeten und Posaunen begleiten sollten. Dieser Brauch, der auch in den Buddenbrooks beschrieben wird, hat sich im Jahresschlussgottesdienst bis heute erhalten.